# Quan hệ thiếu niên ái trong lịch sử
Trong lịch sử có nhiều mối quan hệ thiếu niên ái giữa một người đàn ông và những thiếu niên nam đã được ghi nhận. Trong vài trường hợp sau đây, một hoặc cả hai là nhân vật lịch sử nổi bật trong khi những trường hợp khác họ chỉ là những nhân vật bình thường, được nhớ tới chỉ vì khía cạnh quan hệ này trong cuộc sống của họ.
Mặc dù thiếu niên ái được định nghĩa bằng bản chất nghệ thuật tình dục đồng tính, những người có quan hệ này không nhất thiết tự nhận rằng là đồng tính luyến ái. Quan hệ thay đổi từ công khai xác thịt cho tới tình yêu platon, đôi khi theo nguyên tắc tôn giáo.

## Châu Á và Trung Đông
- Gong Wei và Wang Qi[1]
- Hán Cao Tổ và Jiri[2]
- Hán Huệ Đế và Hongru[2]
- Hán Ai Đế và Đổng Hiền[3][4]
- Zhang Hanbian và Zhou Xiaoshi[5]
- Dữu Tín và Wang Shao[6]
- Waliba ibn al-Hubab và Abu Nuwas[7][8][9][10]
- Đường Hy Tông và Zhang Langgou[11]
- Muhammad ibn Dawud al-Zahiri và Muhammad al-Saydalani[12]

- Mahmud of Ghazni và Ayaz[13]

Mahmud Mahmud of Ghazni & Ayaz

- Ibn Ammar và Muhammad Ibn Abbad Al Mutamid[14]
- Muhammad Ibn Abbad Al Mutamid và Saif[15]
- Raoul II, Archbishop of Tours và Jean, Archbishop of Orléans[16]
- Ailred of Rievaulx và Simon[17][18]
- Roger de Pont L'Evêque, Archbishop of York và Walter[19]
- Ibn Sahl of Seville và Mûsâ ibn ʿAbd al-Ṣamad [20][21]
- Alauddin Khilji và Malik Kafur[22][23][24]
- Shihab ad-Din Ahmad và al-Shuhayb[25]